# 더 홀 (1997년 영화)
《더 홀》(She's So Lovely)은 프랑스에서 제작된 닉 카사베츠 감독의 1997년 코미디, 드라마, 멜로/로맨스 영화이다. 로빈 라이트 등이 주연으로 출연하였고 르네 클레이망 등이 제작에 참여하였다.

## 출연

### 주연
- 로빈 라이트
- 제임스 갠돌피니
- 수잔 테일러
- 해리 딘 스탠튼
- 숀 펜
- 존 트라볼타

### 조연
- 데비 마자르
- 바비 쿠퍼
- 존 마샬 존스
- 클로이 웹
- 제임스 소라빌라
- 제이미 보지언

## 기타
- 공동제작: 아브람 버치 캐플란
- 미술: 데이빗 와스코
- 의상: 베아트릭스 아루나 파스처
- 배역: 매튜 베리